# Stephen Biegun

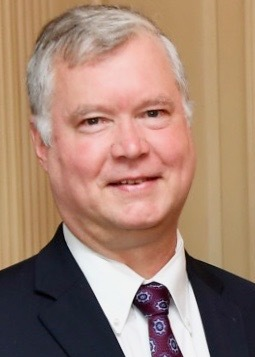
Stephen E. Biegun (2018)

Stephen Edward Biegun (* 30. März 1963 in Detroit, Michigan) ist ein US-amerikanischer Diplomat und war von 2019 bis 2021 Vizeaußenminister der Vereinigten Staaten.

## Leben
Biegun studierte an der University of Michigan, wo er 1984 einen Bachelor of Arts in Russisch und Politikwissenschaften erlangte.
Von 1992 bis 1994 leitete er den Sitz des International Republican Institute in Moskau. Anschließend war er unter anderem als außenpolitischer Berater im US-Repräsentantenhaus und Senat tätig. Während der Amtszeit der Regierung von Präsident George W. Bush war Biegun von 2001 bis 2003 für den Nationalen Sicherheitsrat tätig. Im Wahlkampf für die Präsidentschaftswahl 2008 war er außenpolitischer Berater der republikanischen Kandidatin für die Vizepräsidentschaft, Sarah Palin. Bis 2018 arbeitete er für Ford.
Im März 2018 wurde Biegun als Nachfolger von H. R. McMaster als nationaler Sicherheitsberater in der Regierung von Donald Trump ins Gespräch gebracht. Am 23. August 2018 ernannte Außenminister Mike Pompeo ihn zum US-Sondergesandten für Nordkorea. Nach der Nominierung von John Sullivan als US-Botschafter in Russland wurde Biegun als dessen Nachfolger im Amt des stellvertretenden Außenministers nominiert. Die Nominierung wurde am 19. Dezember 2019 vom Senat mit 90:3 Stimmen bestätigt und Biegun zwei Tage später vereidigt. Seine Amtszeit endete mit dem Amtsantritt der Regierung von Joe Biden am 20. Januar 2021.